# جون فارينغتون
جون فارينغتون (بالإنجليزية: John Farrington) هو عداء مسافات طويلة أسترالي، ولد في 2 يوليو 1942.

## وصلات خارجية
- جون فارينغتون على موقع الاتحاد الدولي لألعاب القوى (الإنجليزية)
- جون فارينغتون على موقع النتائج التاريخية لألعاب القوى الأسترالية (الإنجليزية)
- جون فارينغتون على موقع أوليمبيديا (الإنجليزية)
- جون فارينغتون على موقع اللجنة الأولمبية الأسترالية (الإنجليزية)